# Журуански црвени дрекавац
Журуански црвени дрекавац (Alouatta juara) је врста примата (Primates) из породице пауколиких мајмуна (Atelidae). 
Према неким изворима има статус подврсте венецуеланског црвеног дрекавца (Alouatta seniculus).

## Распрострањење
Ареал врсте је ограничен на мањи број држава. 
Присутна је у следећим државама: Перу, Бразил. Присуство у Колумбији је непотврђено

## Станиште
Станишта врсте су зимзелене кишне шуме и планине. 
Врста је присутна на планинском венцу Анда у Јужној Америци.

## Угроженост
Ова врста је наведена као последња брига, јер има широко распрострањење и честа је врста.